# El Mundo Boston
El Mundo Boston es un periódico en español que se fundó en 1972 por inmigrantes latinos, para satisfacer las necesidades de información de la creciente comunidad hispana de Boston del estado de Massachusetts en EE. UU. Es el periódico más antiguo de Nueva Inglaterra, y ha sido reconocido como el periódico en español más importante de esta zona. El periódico también dispone de información en inglés.

## Distribución
El periódico se distribuye todos los jueves, además de en Boston, en un total de 21 ciudades y pueblos del estado de Massachusetts. La circulación semanal es de 30.000 ejemplares. 
Los lectores pueden suscribirse al periódico con pagos anuales o semestrales.

## Secciones
- Noticias Locales (de Boston).
- Noticias nacionales (de EE. UU.).
- Noticias Internacionales (con especial atención a los países latinos).
- Arte y Cultura.
- Película de la semana.
- Educación.
- Deportes.
- Salud.
- El Polígrafo (preguntas personales de contestación corta, a gente latina que ha triunfado en Boston).
- Columna de Max (comentarios de Máximo Torres sobre la actualidad, que es el editor de El Mundo Boston).
- Cámara caliente (el mundo del espectáculo como el cine, la música, estrenos en DVD ...ect).
- Horóscopo.

Clasificados:
- Empleos.
- Vehículos.
- Bienes Raíces.
- Avisos personales.
- Artículos en venta.

## Revistas previo pedido
El Mundo Boston, también distribuye otras revistas previo pedido:
- "Latino Career Expo" que ofrece puestos de trabajo y carreras profesionales.
- "Festival Sponsorship Packages" con información de celebraciones culturales y festivales hispanos.
- "Latino Youth Recognition Day", dirigido a la los jóvenes latinos.